# Гну блакитний
Блакитний гну, або смугастий гну (лат. Connochaetes taurinus) - вид ссавців з родини порожнисторогих (Bovidae). Це одна з небагатьох африканських антилоп, що збереглися в значних кількостях за межами національних парків, заповідників тощо.

## Зовнішній вигляд
Блакитний гну - досить великий ссавець з потужною мускулатурою, стрункими ногами, великими рогами коров'ячого типу та міцною мордою. У самців роги товстіші, ніж у самок. Ріст становить 115-145 см, маса тіла - 168-274 кг, довжина тіла - до 2 м. Голова важка. Забарвлення тварини блакитно-сіре, з боків блакитного гну проходять темні поперечні смуги. Морда, грива і хвіст чорнуватого кольору. Забарвлення рогів сіро-чорне або чорне. Спина пряма або похила назад. У самок одна пара сосків.
Череп витягнутий. Мозковий відділ менший від лицьового, і становить приблизно 1/4 - 1/3 від довжини лицьового відділу.
Голос блакитного гну - коротке, гучне, гугняве рохкання.

## Поведінка

### Місця існування
Блакитні гну мешкають у місцях, не надто вологих, але й не занадто сухих. Типові місця мешкання варіюють від безмежних низькотравних рівнин і саван до сухого рідколісся і густих заростей колючого чагарнику. Зустрічаються блакитні гну як на низинних, так і на підвищених ділянках.

### Спосіб життя

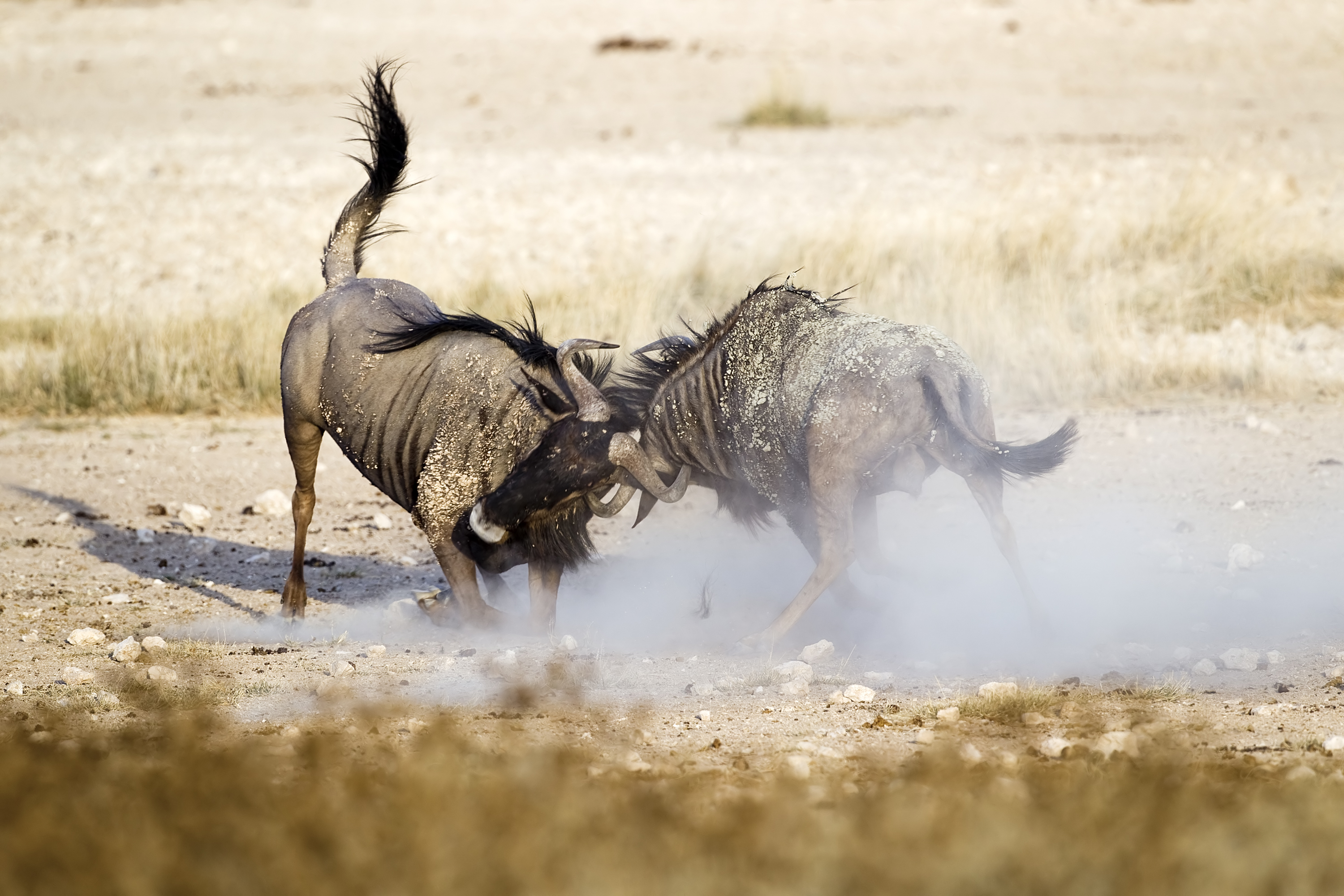
Бій самців блакитного гну

Блакитні гну є територіальними суспільними тваринами. Малі стада утворюються тільки з самок і їх дитинчат. Ці стада, як правило, займають невелику територію і можуть зливатися один з одним. Через рік самці залишають стада і приєднуються до черед «холостяків». У складі стада постійно перебувають одні й ті ж самки, і коли нова самка намагається увійти до чужого стадо, вона піддається переслідуванням. Але у випадку, коли багато стад згруповані разом, для самок дуже зазвичай переходити з одного стада в інше. Наприкінці сезону дощів самки утворюють свої власні групи, але з настанням сухого сезону повертаються у стада. Кількість особин у стаді обумовлюється кількістю опадів, кількістю пасовищ в сухий сезон і іншими чинниками навколишнього середовища.
На відміну від топі, самці блакитного гну маркують не всі кордони ділянки, а лише подекуди залишають на траві виділення передочних залоз. Величина такої ділянки в діаметрі рідко перевищує 100-120 м. Коли виникають бої на межах ділянки, самці блакитного гну стають у ту ж позу, що і самці топі - «на коліна».
У блакитних гну є одне цікаве явище - іноді практично всі особини можуть піддаватися так званому «припадку»: вони починають бігати на місці по колу, брикати задніми ногами і робити загрозливі випади головою. «Напад» триває недовго: після кількох стрибків тварини заспокоюються. Наукового пояснення цьому явищу поки що немає

## Харчування
Блакитні гну харчуються тільки травами певних видів. Тому в більшості місць свого проживання у них відбуваються міграції - переміщення в ті місця, де вже пройшли дощі і є необхідний корм.
У деяких районах, які природним чином відмежовані, наприклад, в кратері Нгоронгоро, блакитні гну не мігрують, а лише здійснюють переміщення протягом дня зі схилів до низовин, оскільки там знаходяться місця водопою.

## Розмноження
Період гону у блакитних гну починається під час дощового сезону - у квітні, і триває до червня-липня. Вагітність триває 8-9 місяців. Масове народження дитинчат відбувається з лютого по березень, в деяких районах трохи пізніше. Пов'язане це з тим, що теля народжується під час дощового сезону, та може харчуватися соковитою рослинністю. Самка народжує одного, рідше двох дитинчат. Поява першого теляти - досить хвилююча подія для стада, і дуже часто матері доводиться докласти чимало зусиль, щоб відігнати родичів від нього. Новонароджений покритий рівним бурим хутром, який абсолютно не нагадує хутро дорослих тварин. Як і у решти коров'ячих антилоп, теля може слідувати за матір'ю вже з перших годин життя. Така поведінка надзвичайно важлива, тому що в савані дуже багато хижаків, від яких немає де сховатися. Материнським молоком молодняк харчується до 7-8 місяців.
Максимальна тривалість життя в неволі - 24,3 року.Самці можуть запліднювати самок тільки після 2,5 років після народження, попри те, що статевої зрілості вони досягають набагато раніше. Самки можуть розмножуватися в більш ранньому віці.

## Захист від ворогів
Блакитні гну дуже часто стають жертвами левів і гієнових собак. Від інших хижаків вдень гну можуть відбиватися цілком успішно. Проте вночі, в загальній паніці, вони стають беззахисними перед хижаками.
При небезпеці блакитні гну можуть тікати, при цьому іноді стрибаючи високо вгору.
Багато блакитних гну гине при переправі через ріки, що кишать крокодилами.

## Поширення
Блакитний гну широко розповсюджений у Кенії і Танзанії, Замбії, Намібії, Ботсвани, Мозамбіку і до Південної Африки.

### Чисельність популяції
За оцінками фахівців, наприкінці 1990-х років чисельність популяції блакитного гну склала приблизно 1,2 млн особин. Більша частина популяції (близько 70%) водиться в Серенгеті. Там налічується близько 942 тис. особин цього виду. Кількість блакитних гну значно впала після важкої посухи 1993.

### Загрози
Хоча вважається, що блакитні гну відчувають природні коливання популяції, зараз їх кількість скоротилася через екологічні фактори, такі як посуха. Виду також загрожує господарська діяльність, яка проявляється у поширенні людських поселень, тваринництві та сільському господарстві. Проте найбільшу загрозу наносять огорожі, які не дозволяють блакитним гну мігрувати у звичні місця проживання. До них відносять паркани та ліквідації джерел води в результаті зрошення.
У МСОП блакитний гну має категорію таксона, що знаходиться під найменшою загрозою.